# Horta-Guinardó
Horta-Guinardó is een district in het noordwesten van Barcelona. De oppervlakte beslaat 11% van de totale oppervlakte van Barcelona. Er wonen ongeveer 170.000 inwoners.
Dit district ligt een eind van het centrum, maar beschikt over weidse uitzichten over Barcelona door zijn hoge ligging in de heuvels. Het bestaat uit de wijken Baix Guinardó, Can Baró, El Carmel, Font d'en Fargues, Font del Gos, Guinardó, Horta, La Clota, Montbau, Sant Genís, Taxonera en Vall d'Hebrón.